# Tanjore
Tanjore, nom derivat de la ciutat del mateix nom, moderna Thanjavur, fou un regne del sud de l'Índia, a Tamil Nadu.

## Nayaks de Tanjore
Al segle xiv va passar al regne de Vijayanagar en mans del qual va restar fins al segle xvi. El 1565 la batalla de Talikota va trencar el poder del regne i un general es va declarar independent a Tanjore, i al començament del segle xvii el seu successor va establir una dinastia de nayaks, constructora de moltes de les fortaleses i dels temples vaixnavites de la zona.
La tradició popular diu que el darrer nayak Tanjore fou assetjat per Chokkanatha Nayaka de Madura el 1672; en veure que no hi havia esperança va fer saltar el seu palau i la seva zanana (residència dels prínceps i princeses) i amb el seu fill es va llençar contra els assetjants i va morir en lluita. No obstant un fill es va salvar i els seus partidaris van demanar ajut al sultà de Bijapur que va enviar al general Venkaji, germanastre del famós cap maratha Sivaji, per expulsar al virrei nomenat per Madura i restaurar al jove nayak. Venkaji va conquerir el país però no va tardar a usurpar el tron per a si mateix fundant vers 1676 una dinastia marata que va conservar el poder fins al final del segle xviii.

## Dinastia maratha de Tanjore
Venkaji i el seu successor foren en general submisos amb els musulmans de Bijapur i sovint van pagar tribut, però el 1686 el sultanat va passar als mongols sota dependència del nawab (governador) d'Arcot. Tanjore en canvi va estar enfrontada en aquestos anys a Madura i a Ramnad.
El primer contacte britànic va tenir lloc el 1749 quan van donar suport a un pretendent al tron i van atacar Devikottai, que finalment els fou cedida. El raja va donar suport als britànics i Muhammad Ali contra els francesos, però en general va participar poc a les guerres del Carnàtic. Tanjore ciutat fou assetjada el 1749 i 1758 i parts del país foren ocasionalment assolades. El 1773 el raja tenia molt de retard en el pagament del tribut al nawab d'Arcot, aliat britànic i es creu que va intrigar amb Haidar Ali de Mysore i amb els marathes per rebre ajut militar. Així Tanjore fou ocupada pels britànics i les forces aliades del nawab d'Arcot el 1773. El raja fou restaurat el 1776 i va signar un tractat amb la Companyia Britànica de les Índies Orientals esdevenint el seu aliat i Tanjore un protectorat. L'octubre de 1799, poc després de pujar al tron, Raja Sarabhoji va cedir els seus dominis a mans de la Companyia a canvi d'una pensió. Va conservar l'autoritat dins la fortalesa i la rodalia, però sota control britànic. El raja va morir el 1832 i el va succeir el seu únic fill Sivaji que va morir sense hereus el 1855 i la nissaga es va extingir i la fortalesa i ciutat de Tanjore van esdevenir territori britànic.

## Llista de rages
- Venkoji 1676-1684
- Shahji 1684-1712 (fill)
- Sarfoji I 1712 - 1729 (germà)
- Tukoji 1729 - 1736 (germà)
- Venkoji II 1736 - 1737 (fill)
- Pratap 1737 - 1740 (fill)
- Rani Sijan Bai, reina regent 1737 - 1740 (esposa de Venkoji II)
- Shahuji 1740 - 1741 (fill de Venkoji II)
- Pratap 1741 - 1763 (segona vegada)
- Tuljaji 1763 - 1787 (fill)
- Sarabhoji II (Sarfoji II) 1787 - 1793 (fill adoptiu)
- Amir 1793 - 1798 (germà de Tujaji)
- Sarabhoji II (Sarfoji II) 1798 - 1832 (segona vegada)
- Shivaji 1832 - 1855 (fill)

## Nota
1. ↑  la data podria ser en realitat vers 1670, vegeu la biografia de Chokkanatha Nayaka